# Verklaring van San Francisco over onderzoeksbeoordeling
De Verklaring van San Francisco over onderzoeksbeoordeling (San Francisco Declaration on Research Assessment, DORA) beoogt een halt toe te roepen aan het gebruik van de impactfactor van wetenschappelijke tijdschriften voor het beoordelen van de waarde van het werk van individuele onderzoekers. Volgens de verklaring zorgt dit gebruik voor systematische fouten en onnauwkeurigheden in de beoordeling van wetenschappelijk onderzoek. De verklaring stelt ook dat de impactfactor niet gebruikt zou moeten worden als indicator voor de kwaliteit van individuele onderzoeksartikelen, of in aanstelling- en promotiebeleid. DORA bepleit het gebruik van indicatoren voor individuele onderzoeksartikelen in plaats van voor tijdschriften om impact te bepalen, het inzichtelijk maken van de manier waarop onderzoeksimpact bepaald wordt en de maten die daarbij gehanteerd worden, en het waar mogelijk beoordelen van wetenschappelijk onderzoek op inhoud, in plaats van op eigenschappen van de publicatie.
Het idee voor de verklaring ontstond in december 2012 op het congres van de American Society for Cell Biology in San Francisco. Op 13 mei 2013 hadden meer dan 150 wetenschappers en 75 wetenschappelijke organisaties de verklaring ondertekend. Volgens de American Society for Cell Biology was dit aantal binnen twee weken gestegen tot meer dan 6000 individuele wetenschappers en 231 wetenschappelijke organisaties. Op 23 februari 2018 was het aantal individuele handtekeningen meer dan 11.800 en hadden 456 wetenschappelijke organisaties DORA ondertekend, waaronder de VSNU, de Liga van Europese Onderzoeksuniversiteiten (LERU), European University Association, Nature Research, BioMed Central, Springer Open en de Wellcome Trust. In februari 2018 tekenden ook de 7 Research Councils in het Verenigd Koninkrijk DORA.

## Motivatie en ontstaansgeschiedenis
Op 16 december 2012 kwam een groep redacteuren en uitgevers van wetenschappelijke tijdschriften bijeen tijdens het jaarlijks congres van The American Society for Cell Biology in San Francisco om te praten over bestaande issues rond de manier waarop de resultaten van onderzoek worden geëvalueerd en wetenschappelijke literatuur wordt geciteerd.
De motivatie achter de bijeenkomst was de gedeelde mening dat de impactfactor van veel wetenschappelijke tijdschriften op het gebied van celbiologie geen juiste weergave biedt van de waarde voor de onderzoeksgemeenschap van het onderzoek dat in de tijdschriften gepubliceerd wordt. De groep wilde daarom bespreken hoe het bepalen van impact van tijdschriften en artikelen zich beter zou kunnen verhouden tot de kwaliteit van tijdschriften.
Een gerelateerd verschijnsel is de trend om overzichtsartikelen te citeren in plaats van primaire onderzoeksartikelen, deels gedreven door beperkingen die sommige wetenschappelijke tijdschriften hanteren ten aanzien van de lengte van artikelen. Omdat deze systematische trend ertoe bijdraagt dat tijdschriften die voornamelijk primaire onderzoeksartikelen publiceren, lager scoren in citatie-indexen, besprak de groep ook manieren om deze trend tegen te gaan.
Bovenstaande overwegingen spelen ook in veel andere vakgebieden, en de initiatiefnemers beschouwen DORA als een wereldwijd initiatief dat alle wetenschappelijke disciplines omvat en alle belanghebbenden aangaat: onderzoeksfinanciers, uitgevers, wetenschappelijke genootschappen, onderzoeksinstellingen en onderzoekers. Inderdaad is de verklaring ondertekend door brede wetenschappelijke genootschappen, zoals de American Association for the Advancement of Science, door meer gespecialiseerde genootschappen in vakgebieden die ver zijn verwijderd van (cel)biologie, zoals de European Mathematical Society, the Geological Society of London en de Linguistic Society of America, door universiteiten en door andere algemene instellingen zoals de Higher Education Funding Council for England.
De bijeenkomst en de daaropvolgende discussies resulteerden in een serie aanbevelingen onder de naam San Francisco Declaration on Research Assessment, gepubliceerd in mei 2013.
Sinds februari 2018 heeft DORA een stuurgroep die zich richt op het actief promoten van DORA en het ondersteunen van onderzoekers en onderzoeksinstellingen bij het in praktijk brengen van de aanbevelingen.

## Verder lezen
- Simons, Kai (2008). The Misused Impact Factor. Science 322 (5899): 165. PMID 18845714. DOI: 10.1126/science.1165316.
- Archambault, Éric, Vincent Larivière (2009). History of the journal impact factor: Contingencies and consequences. Scientometrics 79 (3): 635–649. DOI: 10.1007/s11192-007-2036-x.  Gearchiveerd van origineel op 31 mei 2013. Geraadpleegd op 3 maart 2018.
- (en) Plume, Andrew, San Francisco Declaration on Research Assessment (DORA) – Elsevier’s view (2013). Gearchiveerd op 20 oktober 2014. Geraadpleegd op 23 February 2018. . A commentary on DORA by the Associate Director – Scientometrics & Market Analysis of major scientific journal publisher Elsevier.
- (en) Curry, Stephen, Who’s afraid of DORA?. Research Fortnight (2016). Geraadpleegd op 23 February 2018.